# Give Me Peace on Earth
Singles de Modern Talking
Geronimo's Cadillac
(1986) Jet Airliner
(1987)
Give Me Peace on Earth est une chanson du duo allemand Modern Talking incluse dans leur quatrième album studio, In the Middle of Nowhere, paru le 10 novembre 1986.
Le 11 novembre 1986, un jour après la sortie de l'album, la chanson a été publiée en single. C'est le deuxième (et en Allemagne le dernier) single de cet album.
La chanson a atteint la 29e place en Allemagne.